# Ethiopian Electric Power Corporation Football Club
Maillots
Actualités
Le Ethiopian Electric Power Corporation Football Club (en amharique : መብራት ኃይል የእግር ኳስ ክለብ), plus couramment abrégé en EEPCO, est un club éthiopien de football fondé en 1962 et basé à Addis-Abeba, la capitale du pays.
Le club est également appelé Mebrat Hail.
L'éthiopien Ashenafi Bekele est l'entraîneur depuis début janvier 2018.

## Palmarès
| \| - Championnat d'Éthiopie (3) : - Champion : 1992-93, 1997-98 et 2000-01. - Coupe d'Éthiopie (1) : - Vainqueur : 2000-01. - Finaliste : 2001-02 et 2002-03. \| \| - Supercoupe d'Éthiopie (3) : - Vainqueur : 1993, 1998 et 2001. \| |  |                                                                 |
| - Championnat d'Éthiopie (3) : - Champion : 1992-93, 1997-98 et 2000-01. - Coupe d'Éthiopie (1) : - Vainqueur : 2000-01. - Finaliste : 2001-02 et 2002-03.                                                                             |  | - Supercoupe d'Éthiopie (3) : - Vainqueur : 1993, 1998 et 2001. |

## Personnalités du club

### Présidents
- Araya Haile

### Entraîneurs
- Berhanu Bayu
- Addisu Negash
- Bogale Zewdu
- Ashenafi Bekele
- Yordan Ivanov Stoikov
- Anwar Yasin

## Identité visuelle

Ancien logo.
Logo actuel.